# 周金亮
周金亮（英語：Chow Kam Leong），馬來西亞知名词曲创作者兼歌手。他除了是激荡工作坊的成员以外，也是另类音乐人的成员之一，并与张盛德拍档组合“大费周张”。

## 简历
周金亮在1979年，参加马来西亚全国古典吉他比赛获得冠军。他直到1984年，创立“焦点合唱团”,推出我国首张纯本地创作专辑《需要你的关怀》。
1987年加入《激荡工作坊》,积极参与推动马来西亚本地歌曲创作运动。自从海蝶音乐为了要把他们自己的唱片公司融入在马来西亚，于是他们找来周金亮，创办了海螺音乐，也同时间创立了海螺民歌餐厅。1993年及1996年两度担任“海螺新韵奖全国校园创作歌曲比赛”大会主审。众多本地歌手及词曲创作人皆通过此比赛脱颖而出进而晋身我国与国外乐坛,如:戴佩妮、阿牛、梁静茹、张智成、品冠、山脚下男孩等等。
1992年，签约滚石唱片，周金亮正式加入《另类音乐人》组合并入选95、96及97年马来西亚十大歌星。在1993年荣获丽的商台举办的第一届《热辣金曲奖》之“热辣Unplugged奖”。1994年荣获丽的商台举办的第二届《热辣金曲奖》之“热辣组合大跃进奖”。
1998年担任我国第一部音乐歌舞剧《回响》音乐总监,负起全场音乐创作与制作。
2001年，中国导演罗雷的电视剧《爱在阳光灿烂时》在马来西亚开拍。偶然一次遇到了周金亮，因此决定找他合作。因为主题曲的歌词罗雷早已写好。最终周金亮来到槟城居住几天后，就开始和罗雷合作，提供他写的歌曲作为电视剧原声带，并且他也写了这部电视剧的主题曲《心在飞》，由Baby阿飞原唱。由于这部电视剧演员陈坤的演唱要求，因此再度帮陈坤录制同样编曲的另一个版本。
2002及03年为马来西亚骨髓移植福利基金会,制作两张《以爱相髓》慈善专辑,并参与全 国巡回慈善演出50场。而在2003年，周金亮自从和滚石唱片和海螺音乐解约后，创立了他自己的制作公司——音乐通胜。也在2003年，他写的歌卖给了杨千嬅，让杨千嬅演唱由他作曲，木兰号（陈韦伶）填词的《望远镜》，收录自杨千嬅个人专辑《扬眉》。
2004年担任香港凤凰卫视假吉隆坡金马皇宫举办之8周年台庆音乐总监。2007年参与印度“国际《存为爱》歌曲创作比赛”,与澳洲选手Kunga 同获冠军。
2008年制作大马第一、二张发烧天碟《2V1G》及《JZ8》。 多部本地舞台剧的剧本创作、导演及音乐创作,包括2008、2011《宝镜音乐剧》、2010 《春雷动地》、2011《林连玉传》、2012《南大颂》及2014《堂堂90》音乐总监。 曾为中国电视剧《爱在阳光灿烂时》及《恋爱舞曲》负起音乐制作及配乐工作,同时创作 主题曲及插曲。 
他也是曾多次参与我国现代诗坛盛事《动地吟》的演出,为本地著名诗人游川及傅承得的诗作谱曲及演绎。而他演唱并作曲在动地吟的成名诗曲有《老乡》、《一颗种籽》等。
2009年，前往不丹。他在不丹佛庙许下了一个希望他能写1000首歌的愿望。
2011-2012年成为《红花原创大奖》筹委会副主席及总主审。2012年 Astro《用马来西亚天气来说爱你》音乐会主持兼歌手、乐手。
2013年台湾高雄佛光山《观音宝镜》音乐剧音乐总监。
2014年，周金亮成为《马来西亚音乐激荡协会》会长，同时在台北和新加坡《动地吟》演出。并且也为新导演计划里面，5强的入围者郑斌彦的微电影《囍》担当配乐执导。同年，帮助林文荪发行了第一张个人专辑——《农夫》。
2015年1月《观音菩萨音乐剧》音乐总监，并且也开了自己的1000首歌演唱会，而所有销量将会用作1000首歌的制作用途。并且他自己的1000首歌系列专辑也会陆续推出。

2017年，举办《美好时光音乐节》。发行了他自己生平中首张个人专辑《自作自show》。
2019年，另类音乐人决定组出另一个版本的组合名为“大费周张”，由张盛德和周金亮组成。同时，也举办了《稻海音乐节》。
2020年，发行了另类音乐人几十年后组成大费周张组合的专辑《一颗种籽》。